# 波号第百十潜水艦
波号第百十潜水艦（はごうだいひゃくじゅうせんすいかん）は、日本海軍の未成潜水艦。波百一型潜水艦の10番艦。太平洋戦争後に海没処分された。

## 艦歴
マル戦計画の輸送潜水艦小型、第4601号艦型の10番艦、仮称艦名第4610号艦として計画。1944年9月5日、川崎重工業泉州工場で仮称艦名第4608号艦と同時に起工。10月5日、波号第百十潜水艦と命名されて波百一型潜水艦の10番艦に定められ、本籍を呉鎮守府と仮定。12月6日、艤装員事務所を川崎神戸造船所内に設置し事務を開始。
1945年1月12日、進水。進水後の艤装は川崎重工業本社艦船工場で行うが、同工場での艤装工事は殆ど未着手だった。
終戦時未成。8月17日、工事中止が発令され工程40%で工事中止。
1946年4月15日、紀伊水道沖でアメリカ海軍により海没処分された。

## 艤装員長
1. 大野宇平 大尉：1944年12月1日 - 1945年8月15日